# 1996-os Fonogram díj átadása
Az 1996-os Arany Zsiráf-díjkiosztó

## Az év hazai albuma
Sexepil - Sugar For The Soul (Magneoton)
- Ákos - Indiántánc (BMG)
- Horváth Charlie - Mindenki valakié (Rózsa)
- Hobo - Vissza a 66-os úton (Magneoton)
- Kimnowak - Fekete zaj (Sony)
- Republic - Tüzet viszek (EMI-Quint)
- Tátrai Band - A Hold szerelme (Magneoton)
- Zorán - Majd egyszer (PolyGram-3T)

## Az év külföldi albuma
Deep Forest - Boheme (Sony)
- Elton John - Made In England (PolyGram)
- Michael Jackson - History (Sony)
- Simply Red - Life (Warner)
- Vaya Con Dios - Roots And Wings (BMG)

## Az év hazai felfedezettje
Nyers - Elmúltak a buta zenék (BMG)
- Animal Cannibals - Fehéren fekete, feketén fehér (Magneoton)
- Judy - Vad tangó (PolyGram)
- Populär - Új arcok a feszületen (BMG)
- Xantus Barbara - Barbara (PolyGram)

## Az év hangfelvétele
Kimnowak - Fekete zaj (Sony) hangmérnök: Kölcsényi Attila/Nyíri Sándor
- Ákos - Indiántánc (BMG) hangmérnök: Dorozsmai Péter
- Charlie - Mindenki valakié (Rózsa) hangmérnök: Dorozsmai Péter
- Tátrai Band - A Hold szerelme (Magneoton) hangmérnök: Dorozsmai Péter
- Zorán - Majd egyszer (PolyGram-3T) hangmérnök: Kölcsényi Attila

## Az év hazai lemezborítója
Sexepil - Sugar For The Soul (Magneoton) borítótervező: György Péter
- Ákos - Indiántánc (BMG) borítótervező: Fehér Berci
- Cipő - Amsterdam (Rózsa) borítótervező: Karvázy Mónika/Karvázy György
- Kimnowak - Fekete zaj (Sony) borítótervező: Bartos András
- Pa-dö-dő - Einstand (BMG) borítótervező: Ruttka Andrea
- St. Martin - 1995 (BMG) borítótervező: Marjai Csaba

## Az év magyar videóklipje
Sexepil - Jerusalem (Magneoton) rendező: Kovács Péter
- Ákos - Indiántánc (BMG) rendező: Rohonyi Gábor
- Hobo Blues Band - Nem lehet két hazád (Magneoton) rendező: Paczolay Béla
- Kimnowak - Fekete zaj (Sony) rendező: Silló Sándor
- Pa-dö-dő - Fáj a fejem (BMG) rendező: Plitz Husi/Király István
- Tátrai Band - Fekete madár I.-II. (Magneoton) rendező: Rohonyi Gábor